# Église Saint-Savinien-le-Jeune de Sens
Ne doit pas être confondu avec Basilique Saint-Savinien de Sens.
L’église Saint-Savinien-le-Jeune de Sens (à ne pas confondre avec la basilique Saint-Savinien de Sens) est une église dédiée à Saint Savinien (martyr, évangélisateur et premier évêque de Sens), située à Sens, dans le département de l'Yonne, en Bourgogne. Ancienne chapelle du couvent des Pénitents (XVIIe siècle),  elle est devenue une église paroissiale en 1826. Elle est inscrite depuis 2014 à la Liste des Monuments historiques. Elle a été fermée au public pour restauration de 2010 à 2017, et est ouverte pour des messes dominicales, mariages, enterrements, etc.

## Histoire
Sa construction remonte au début du XVIIe siècle, en 1618. Il ne s'agissait au départ que d'une chapelle, qui fut construite grâce au premier don de Monseigneur Jean du Perron, frère du cardinal Jacques Davy du Perron. Elle prit alors le nom de Notre-Dame-du-Bon-Secours. Après quelque temps, les pénitents, propriétaires du bâtiment, s’y installèrent.

En 1682, un procès les opposa aux Bénédictins qui ne voulait pas qu'ils s'agrandissent.

Les terrains alentour furent démembrés en 1789 pendant la Révolution française. L'église fut alors reconvertie en hangar à foin.
Après avoir été réhabilitée en 1822, elle fut rendue au culte et devint église paroissiale puis fut rénovée en 1893. Elle a été inscrite sur la liste des Monuments Historiques en 2014.

## Restauration
De 2010 à 2017, l'église a été fermée pour raisons de sécurité. L’état de dégradation de la charpente ayant entraîné l’affaissement de la toiture qui menaçait la stabilité de l’édifice. Les entraits assurant la stabilité de la charpente étaient soutenus par des « chandelles » et la charpente « poussait les murs » ce qui pouvait conduire à l’effondrement de l’ensemble du bâtiment. Certains morceaux de corniche ont également dû être déposés pour éviter qu’ils ne tombent sur les passants. Une association a été créée pour assurer le sauvetage de l'édifice. Ces travaux de conservation - et non de remise en état - sont destinés à éviter que l'église, qui menaçait de s'écrouler, ne se dégrade davantage. En réponse à la demande de l'Observatoire du Patrimoine Religieux, les travaux de consolidation de la charpente ont consisté à mettre en place des tirants, à renforcer des entraits et des chevrons (par moisage), rendre des assemblages, doubler des sablières (poutres) extérieures et remanier le chéneau. Et il y a la mise en place de consolidations, le remplacement de la couverture et des égouts de la nef de l'église.

## Art

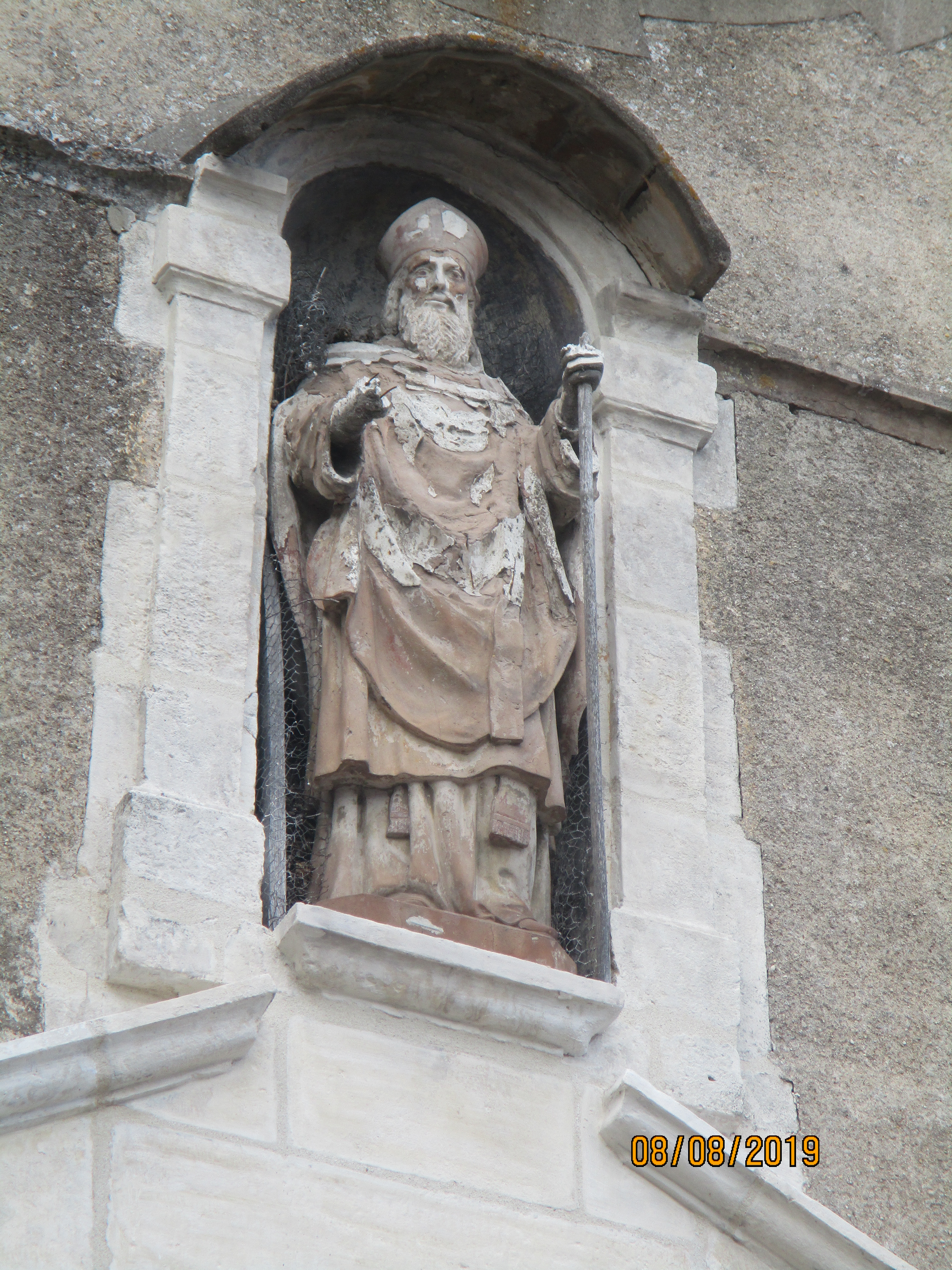
Statue de saint Savinien.

L église possède une arche monumentale, datant de la Restauration, qui sépare la nef du chœur. Portée par quatre colonnes, elle fait apparaître, au milieu de l'entablement, Dieu le Père accompagné de deux anges, surmontant des blasons. Ce décor est très rare, car habituellement, on ne montre pas le visage de Dieu, mais celui du Christ. Elle abrite également des tableaux et des statuaires, des XVIIe et XVIIIe siècles, dont la plupart sont classés.